# Френк Віттл
Сер Френк Віттл командор авіації, OM, KBE, CB, FRS, ФРАЕС (нар. 1 червня 1907, Ковентрі, Велика Британія — пом. 8 серпня 1996, Колумбія, Меріленд, США) — англійський інженер, винахідник і офіцер авіації Королівських ВПС (RAF). Йому приписують винахід турбореактивного двигуна. У 1921 році Максим Гійом подав патент на аналогічний винахід, який на той час був технічно нездійсненним. Реактивні двигуни Віттла були розроблені на кілька років раніше, ніж двигуни німця Ганса фон Огайна, який сконструював перший у польоті (але ніколи не працював) турбореактивний двигун.

## Життєпис
Віттл продемонстрував здібності до інженерії та інтерес до польотів з раннього віку. Спочатку Королівські ВПС відмовили йому, але, вирішивши приєднатися до війська, він подолав свої фізичні обмеження, був прийнятий і відправлений до Школи технічної підготовки № 2, щоб приєднатися до ескадрильї № 1 учнів Cranwell Aircraft Apprenties. В інженерних майстернях викладав теорію авіаційних двигунів і набував практичного досвіду. Його академічні та практичні здібності як учня літаків принесли йому місце на курсі підготовки офіцерів у Кренуеллі. Він досяг успіхів у навчанні й став досвідченим пілотом. Під час написання дисертації він сформулював фундаментальні концепції, які привели до створення турбореактивного двигуна, отримавши патент на свою конструкцію в 1930 році. Його успішність на інженерних курсах для офіцерів принесла йому місце на наступному курсі в Пітерхаусі, Кембридж, де він закінчив з першим.
Без підтримки Міністерства авіації він і двоє відставних військовослужбовців Королівських ВПС створили Power Jets Ltd, щоб побудувати його двигун за допомогою фірми British Thomson-Houston. Попри обмежене фінансування, був створений прототип, який вперше запустив у 1937 році. Офіційний інтерес почався після цього успіху, коли було укладено контракти на розробку нових двигунів, але триваючий стрес серйозно вплинув на здоров'я Віттла, що зрештою призвело до нервового зриву в 1940 році. У 1944 році, коли Power Jets було націоналізовано, у нього знову стався нервовий зрив і він пішов у відставку в 1946 році.
У 1948 році Віттл пішов у відставку з Королівських ВПС і отримав лицарське звання. Він приєднався до BOAC як технічний радник, а потім працював інженером у Shell, після чого працював у Bristol Aero Engines. Після еміграції до США в 1976 році він обіймав посаду професора-дослідника NAVAIR у Військово-морській академії США з 1977 по 1979 рік. У серпні 1996 року Віттл помер від раку легенів у своєму будинку в Колумбії, штат Меріленд. У 2002 році Віттл посів 42 місце в рейтингу BBC 100 найбільших британців.